# 알바니아의 지방자치체
알바니아의 지방자치체(알바니아어: Bashki 영어: municipalities)는 현재 총 61개가 있는 알바니아의 2단계 행정 구역이다. 1단계 행정 구역인 주보다 하위이고, 3단계 행정 구역인 코뮌보다 상위인 지역 단위이다.

## 같이 보기
- 알바니아의 행정 구역
- 알바니아의 주
- 알바니아의 코뮌